# ユリア・クチュコワ
ユリア・クチュコワ（ロシア語: Кутюкова, Юлия Сергеевна、ラテン文字転写: Yulia Kutyukova、1989年3月30日 - ）は、ロシアの女子バレーボール選手。ポジションはアウトサイドヒッター。ロシア代表。

## 来歴
- クラブチーム

リペツク出身。2007年、VK Lipetskに入団し3年間プレーした。2010/11シーズンからはFakel Novy Urengoyでプレーした。2012/13シーズンはSeveryanka Cherepovetsでプレーした。2013/14シーズンはOmichka Omskと契約し、ロシアスーパーリーグで3位、欧州チャンピオンズリーグで3位に入った。2015/16シーズンはスイスのヴォレロ・チューリッヒへ移籍し、スイスリーグ、スイスカップで2冠を果たした。2016/17はLeningradka Saint Petersburgへ移籍し、ロシアスーパーリーグでは2年連続でベストレシーバー部門でトップの活躍をみせた。2018/19シーズンはLokomotiv Kaliningradと契約し、ロシアスーパーリーグで準優勝を果たした。産休によるブランクを経て、2021年6月に再びLeningradka Saint Petersburgへ加入することが発表され、2023/24シーズンはロシアカップで準優勝した。
- 代表チーム

2014年、ロシア代表に初選出され、同年のモントルーバレーマスターズ、エリツィン大統領杯に出場した。2017年、ワールドグランプリに出場した。2018年、ネーションズリーグに出場した。

## 球歴
- ネーションズリーグ - 2018年
- ワールドグランプリ - 2017年

## 所属クラブ
- VK Lipetsk（2007-2010年）
- Fakel Novy Urengoy（2010-2012年）
- Severyanka Cherepovets（2012-2013年）
- Omichka Omsk（2013-2015年）
- ヴォレロ・チューリッヒ（2015-2016年）
- Leningradka Saint Petersburg（2016-2018年）
- Lokomotiv Kaliningrad（2018-2019年）
- Leningradka Saint Petersburg（2021-）